# Zoológico de Bristol
Bristol Zoo foi um zoológico localizado na cidade de Bristol na Inglaterra.

## Historia
Inaugurado em 1836 por Bristol, Clifton e sociedade Zoológica do Oeste da Inglaterra, o Bristol Zoo é um dos mais velhos zoológicos do mundo. Inicialmete seus muros foram construídos em Estilo vitoriano, localizado entre Clifton Down e Clifton College, próximo a ponte suspensa de Clifton; cobre uma pequena área com modernas instalações, mas contém quantidade significativa de espécies. Em 1960, no zoo foi filmado as cenas de uma série de televisão do Reino Unido chamada  Animal Magic, apresentado por Johnny Morris onde ensinava as criança, os sons que cada animal fazia.
O nome oficial do Zoo era Bristol Zoological Gardens ('Bristol Zoo Gardens' por propósitos comerciais). Não é reconhecido com expositor de flores, mas é reconhecido por ser o primeiro a utilizar em seu título, a palavra Jardim, que daria entender que no local também havia exposições de flora, além da fauna.
Em 3 de setembro de 2022, recebou os últimos visitantes. Os animais restantes foram deslocados para outros jardins zoológicos. O jardim está aberto todos os dias das 10h00 às 17h30.

## Zona Brazil
Zona Brazil é um espaço do Zoo onde são apresentados animais da fauna brasileira como:
- Cobra Coral
- Tarântula
- Sagui-de-cara-branca, Mico-leão-de-cara-preta, e Titis
- Capivara
- Anta

Também podem ser encontrado livre no parque, espécies de pássaros como papagaio de cara roxa.

## Galeria

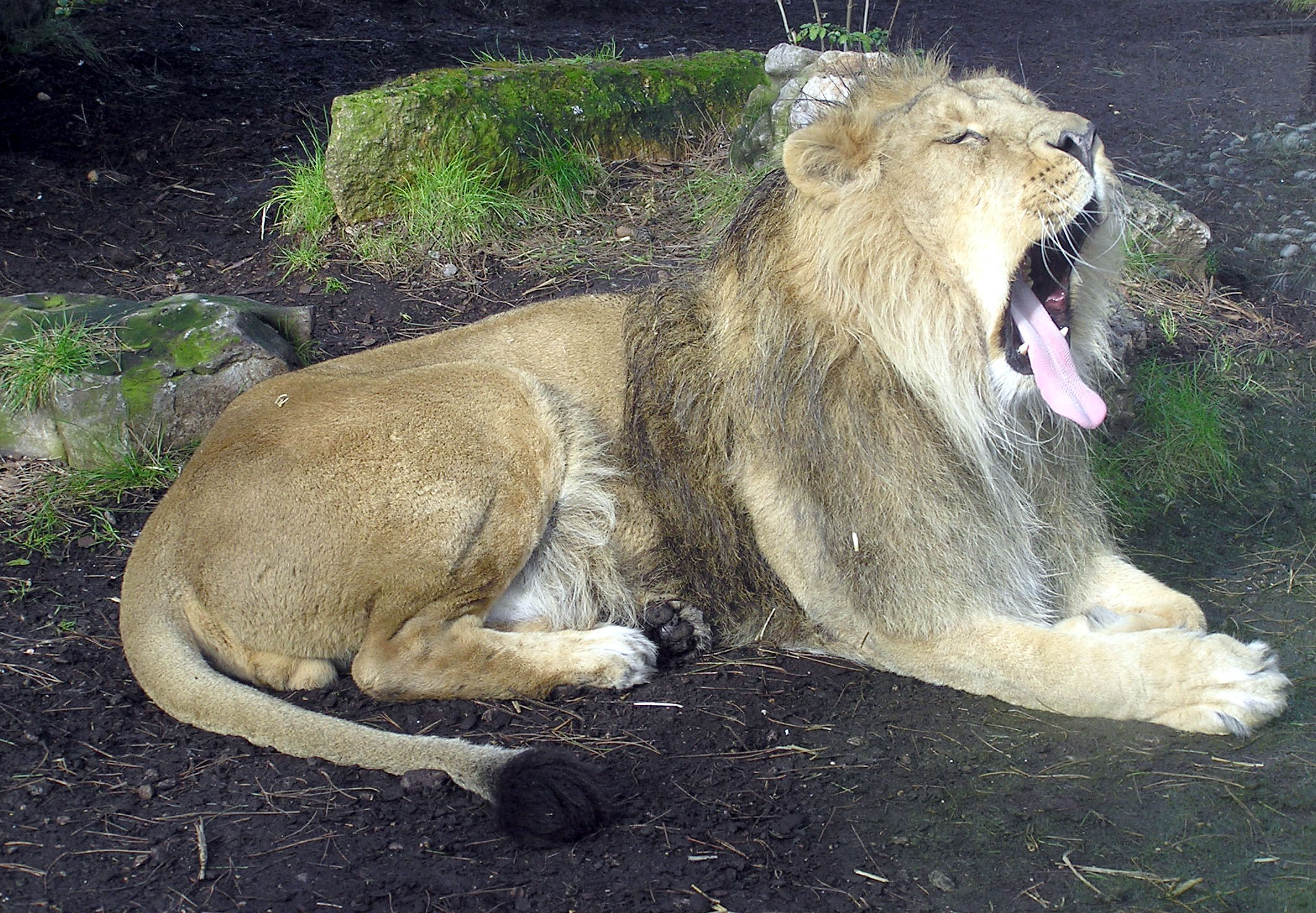
Leão-asiático macho
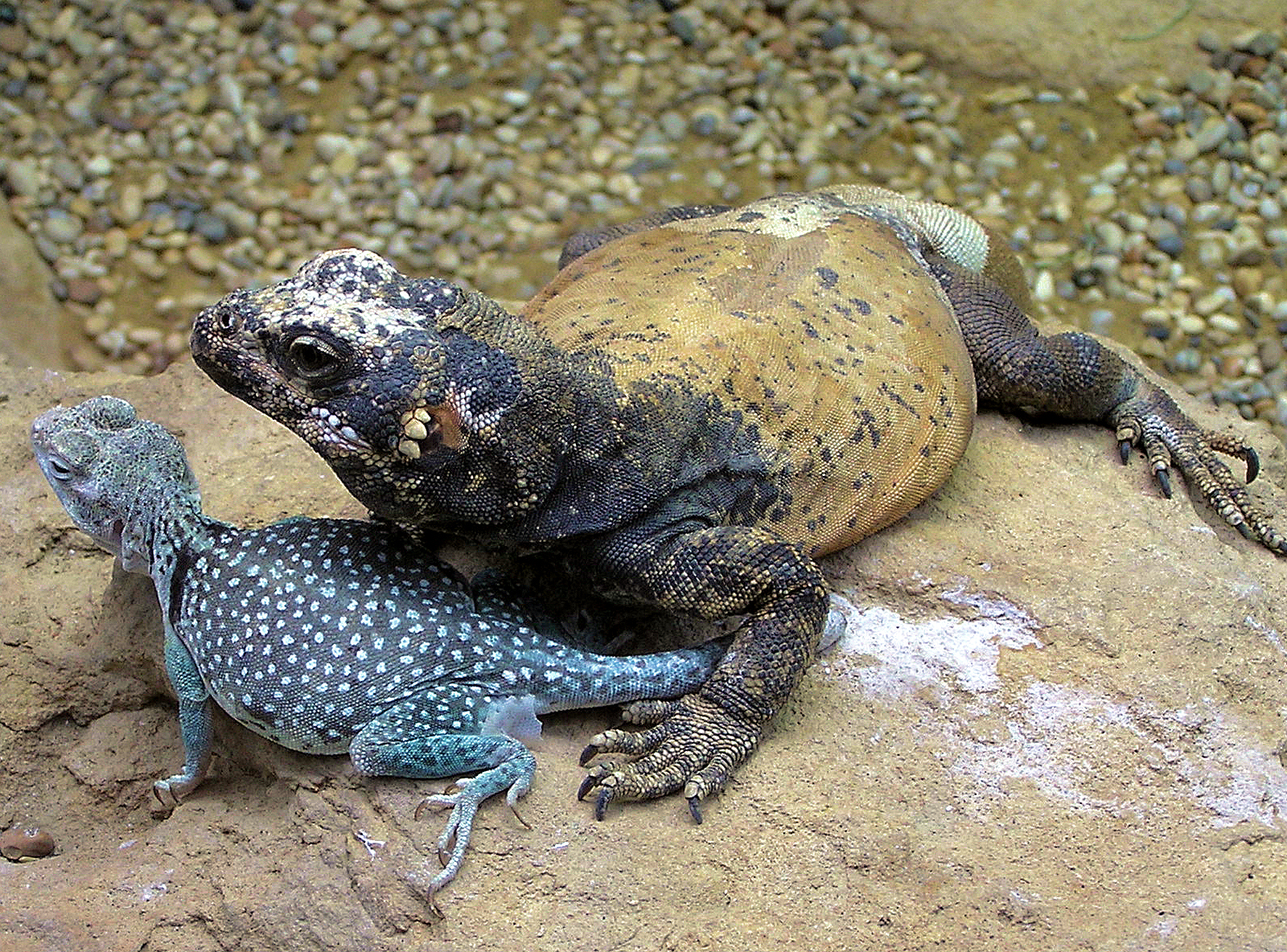
Reptile House: Crotaphytus collaris (menor) e Sauromalus Chuckwallah lizard (maior)
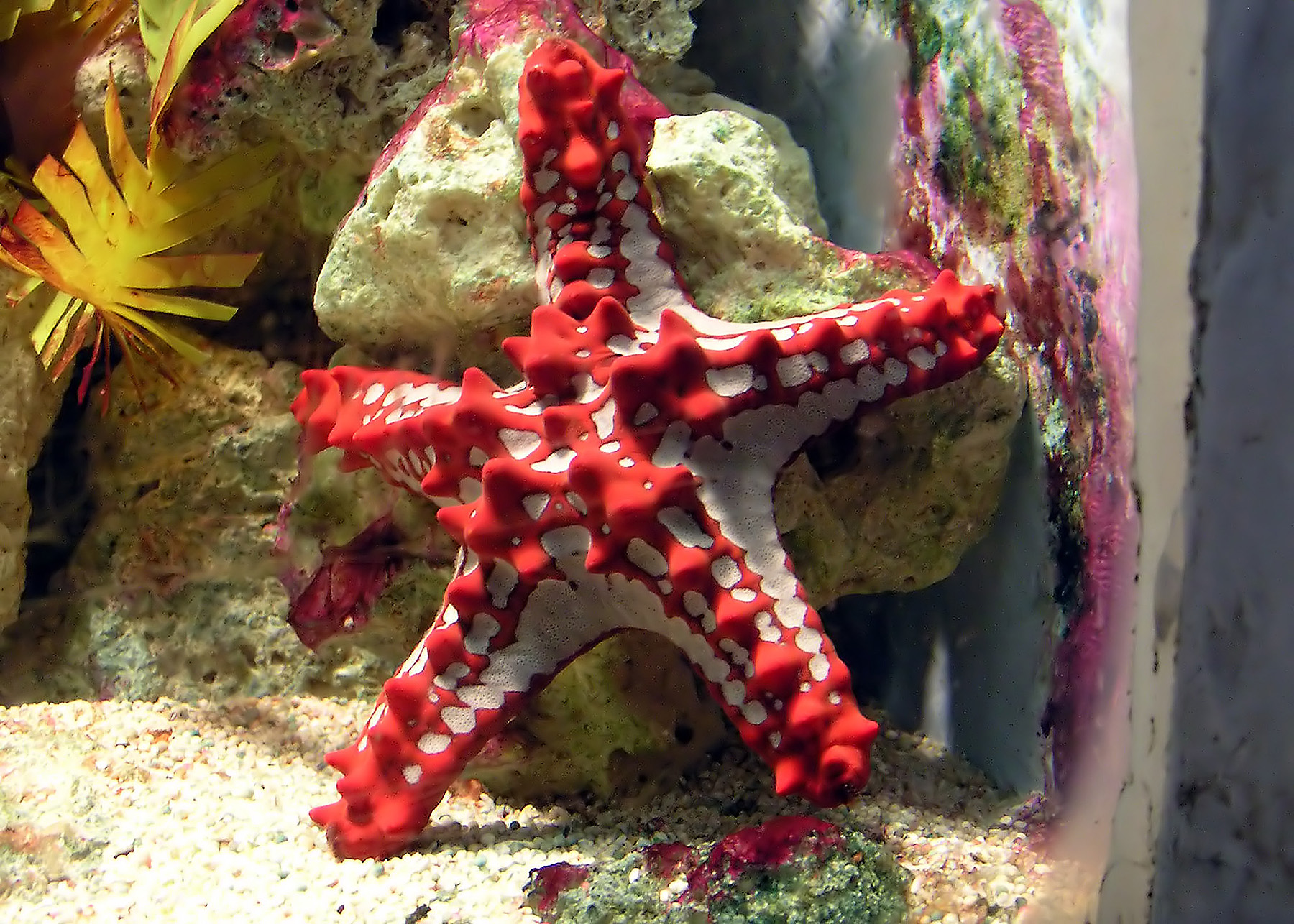
Aquarium: Red-knobbed estrela do mar
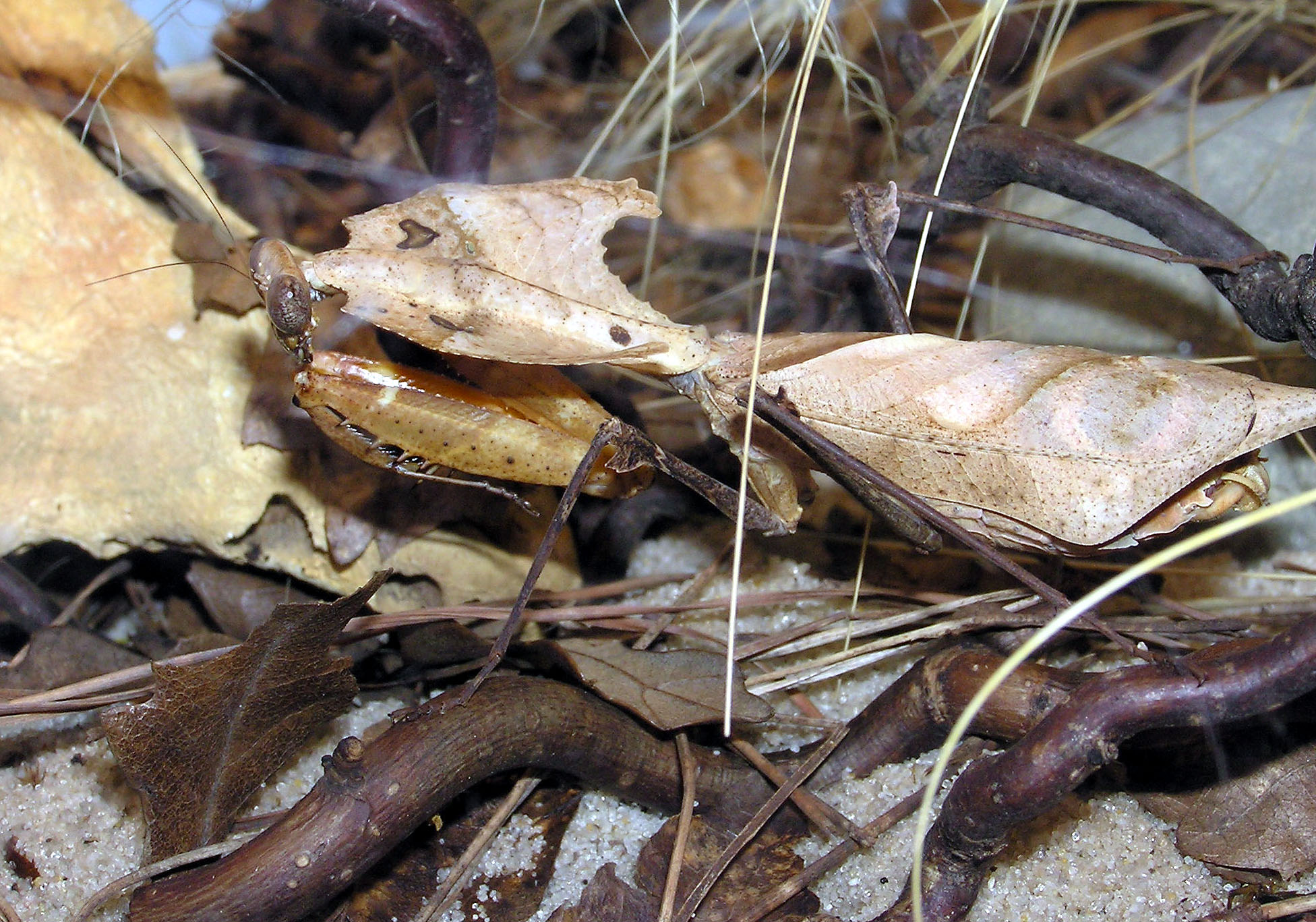
Bugworld: Bicho-folha-seca, um fino exemplo de camuflagem.
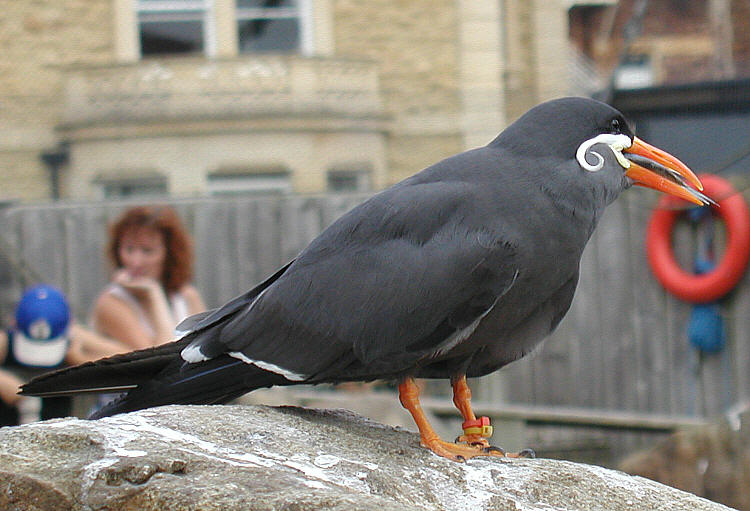
Seal and Pengiun Coasts: Inca tern
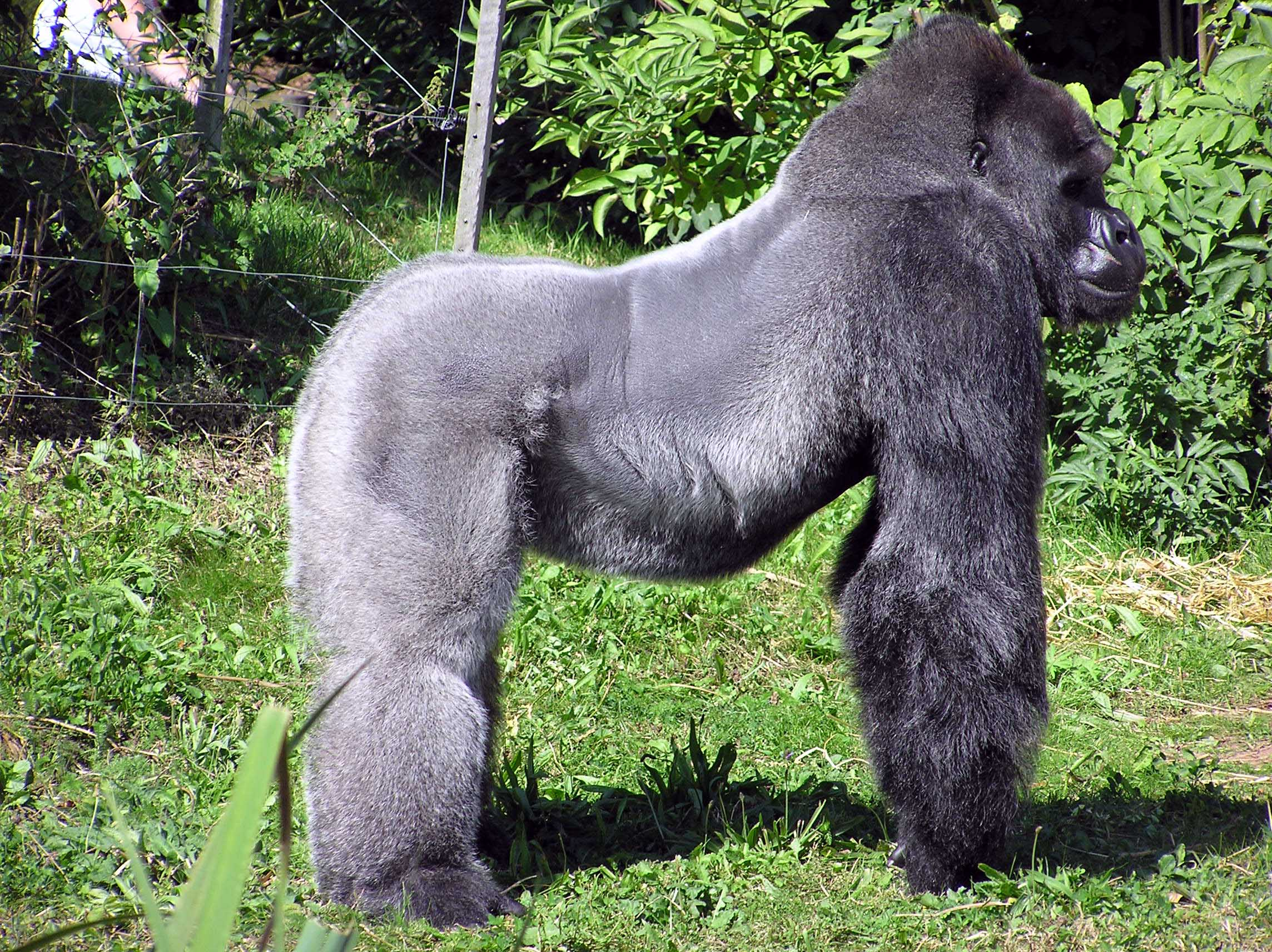
Gorilla Island: Jock, umGorilla macho.
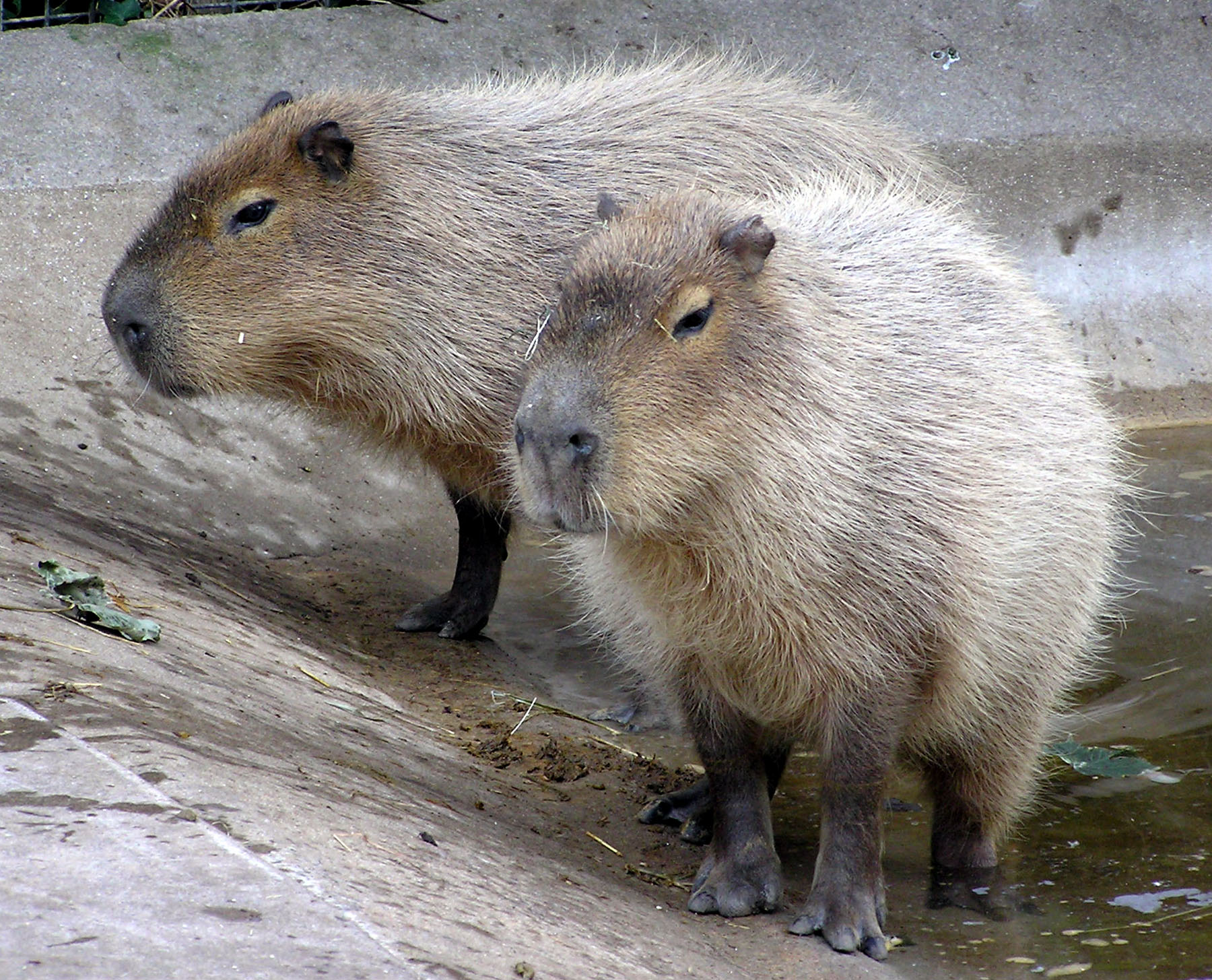
Zona Brazil: Capivara
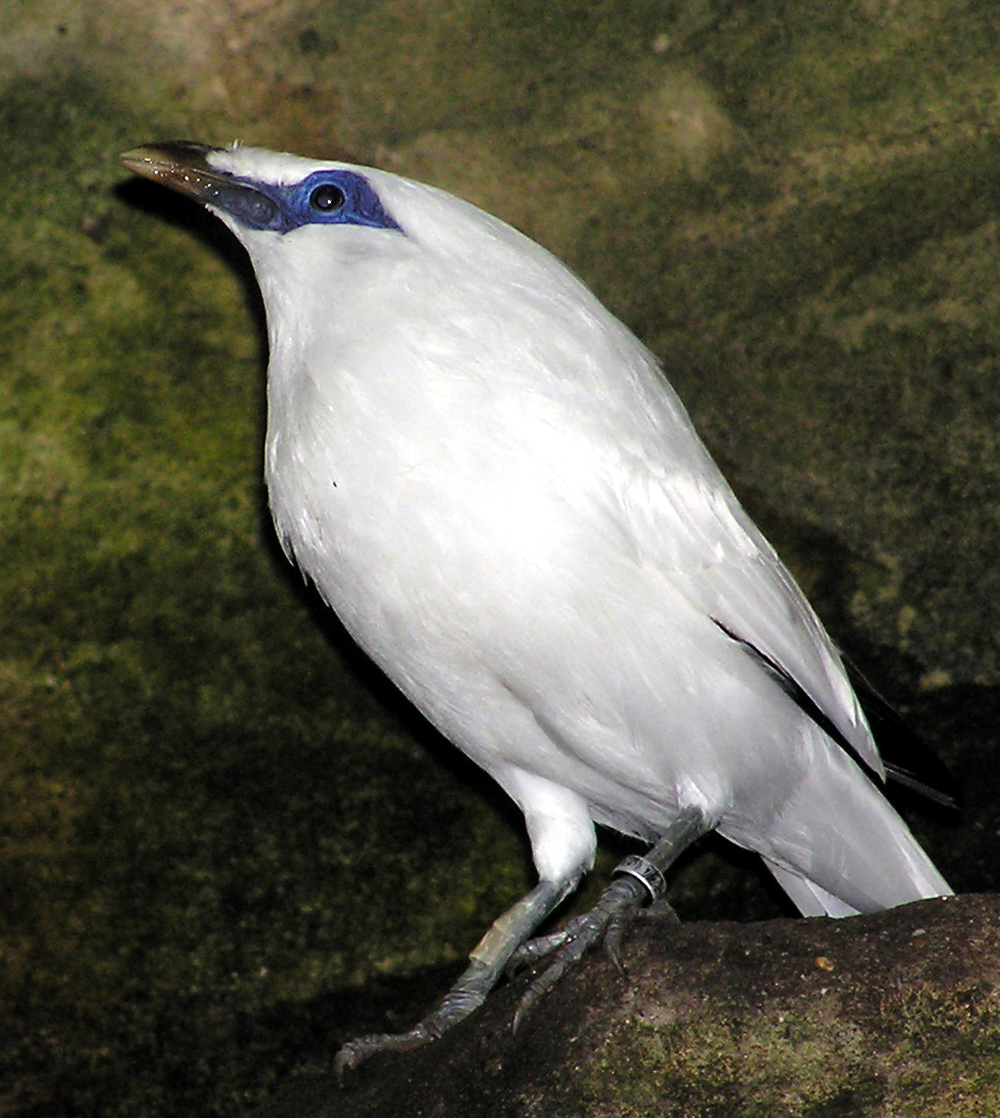
Wallace Aviary: O raro Estorninho-de-bali
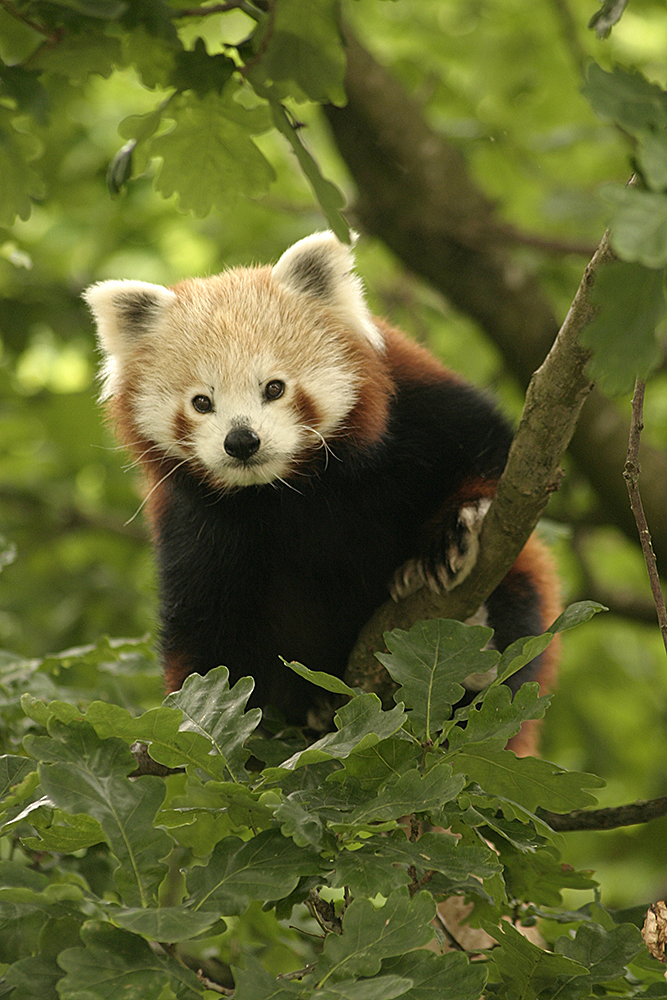
Panda-vermelho: Ailurus fulgerus
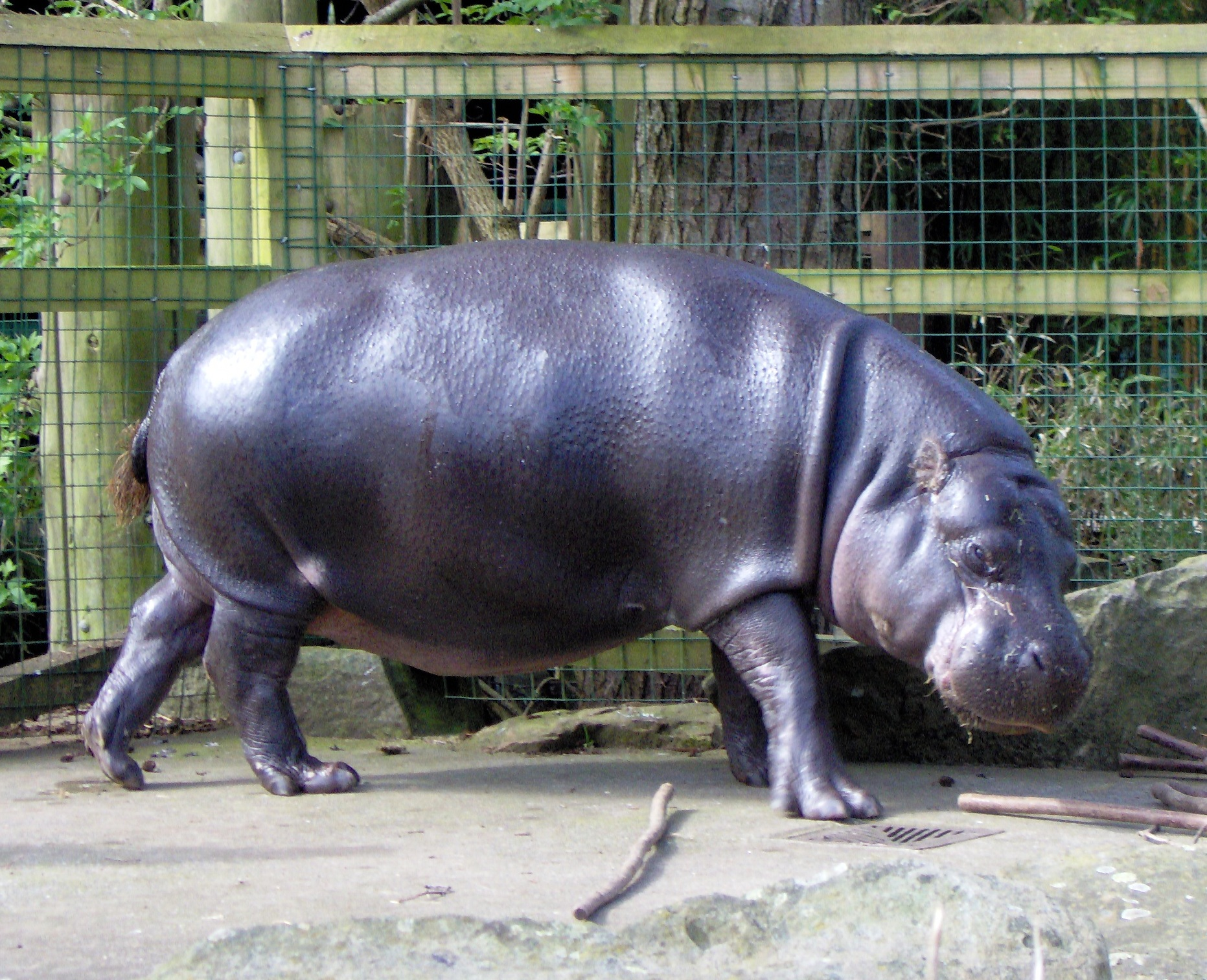
Hipopótamo-pigmeu